# Ghost House (jeu vidéo)
 (décembre 2018).
Si vous disposez d'ouvrages ou d'articles de référence ou si vous connaissez des sites web de qualité traitant du thème abordé ici, merci de compléter l'article en donnant les références utiles à sa vérifiabilité et en les liant à la section « Notes et références ».
Ghost House est un jeu vidéo de plates-formes de Sega, sorti sur Master System en 1986.

## Trame
Le jeu se déroule dans le manoir de Dracula. On y contrôle Mick, à qui son grand père vient de léguer des pierres précieuses ; mais celles-ci sont cachées dans cinq cerceuils, qui sont occupés par des vampires,.

## Système de jeu
Le joueur dirige un personnage qui peut donner des coups de poing ou sauter, et le but est de progresser dans l'unique niveau composant le jeu (une maison hantée et son jardin), de trouver les vampires s'y cachant et de les vaincre. Lorsque cela est fait, le joueur accède au niveau suivant : une variante du premier niveau avec des monstres plus puissants et plus rapides, et d'autres emplacements où se cachent les vampires.
Le gameplay, très classique, offre tout de même quelques subtilités : il est par exemple possible de casser les ampoules pour « figer » le temps (hors déplacement du héros) pendant quelques instants, de sauter avec le bon timing sur une arme lancée au joueur pour s'en saisir, et les vampires (qui font office de boss de fin de niveau) offrent une grande résistance, forçant le joueur à user des techniques sus-citées.

## Critiques
Les critiques louent l'esthétique du jeu et la qualité des animations, mais reprochent au jeu ses contrôles difficles ,, et sa difficulté trop simple.

## En savoir plus
- Ghost House sur Sega-Master-System.com